# Філ Мелоуні
Філ Мелоуні (англ. Phil Maloney; 6 жовтня 1927, Оттава — 21 лютого 2020) — канадський хокеїст, що грав на позиції центрального нападника. Згодом — хокейний тренер.

## Ігрова кар'єра
Професійну хокейну кар'єру розпочав 1946 року.
Протягом професійної клубної ігрової кар'єри, що тривала 25 років, захищав кольори команд «Торонто Мейпл-Ліфс», «Чикаго Блекгокс», «Бостон Брюїнс», «Піттсбург Горнетс», «Баффало Бізонс», «Герші Берс», «Оттава Сенаторс» та «Ванкувер Канакс».

## Нагороди та досягнення
- Нагорода Леса Каннінгема (АХЛ) — 1961.

## Тренерська робота
1973 року розпочав тренерську роботу в НХЛ. Тренерська кар'єра обмежилася роботою з командою «Ванкувер Канакс».

## Тренерська статистика
| Команда           | Сезон   | Регулярний сезон | Регулярний сезон | Регулярний сезон | Регулярний сезон | Регулярний сезон | Регулярний сезон | Плей-оф                       |
| Команда           | Сезон   | І                | В                | П                | Н                | О                | Результат        | Результат                     |
| ----------------- | ------- | ---------------- | ---------------- | ---------------- | ---------------- | ---------------- | ---------------- | ----------------------------- |
| «Ванкувер Канакс» | 1973-74 | 37               | 15               | 18               | 4                | (59)             | 7-е на Сході     | не вийшли                     |
| «Ванкувер Канакс» | 1974-75 | 80               | 38               | 32               | 10               | 86               | 1-е в ДС         | програш в 1/4 фіналу          |
| «Ванкувер Канакс» | 1975-76 | 80               | 33               | 32               | 15               | 81               | 2-е в ДС         | Поразка в попередньому раунді |
| «Ванкувер Канакс» | 1976-77 | 35               | 9                | 23               | 3                | (63)             | 4-е в ДС         | звільнений                    |
| Усього            | Усього  | 232              | 95               | 105              | 32               |                  |                  |                               |